# Dichotomius borgmeieri
Dichotomius borgmeieri là một loài bọ cánh cứng trong họ Bọ hung (Scarabaeidae).